# Platygerrhus affinis
Platygerrhus affinis är en stekelart som först beskrevs av Walker 1836.  Platygerrhus affinis ingår i släktet Platygerrhus och familjen puppglanssteklar. Arten är reproducerande i Sverige. Inga underarter finns listade i Catalogue of Life.